# Asowskoje
Asowskoje (russisch Азовское, deutsch Thiemsdorf, Kreis Labiau) ist ein Ort in der russischen Oblast Kaliningrad. Er gehört zur kommunalen Selbstverwaltungseinheit Stadtkreis Gurjewsk im Rajon Gurjewsk.

## Geographische Lage
Asowskoje liegt 19 Kilometer südwestlich der früheren Kreisstadt Polessk (Labiau) an der Kommunalstraße 27K-070 zwischen Saretschje (Kaimen) und Pribreschnoje (Palmburg) an der Föderalstraße A229 (frühere Reichsstraße 1).
Die nächste Bahnstation ist Dobrino (Nautzken) an der Bahnstrecke Kaliningrad–Sowetsk (Königsberg–Tilsit).

## Geschichte
Das vor 1946 Thiemsdorf genannte Dorf wurde 1874 in den neu geschaffenen Amtsbezirk Wanghusen (russisch: Gribojedowo) eingegliedert, der bis 1945 bestand und zum Landkreis Labiau (Polessk) im Regierungsbezirk Königsberg der preußischen Provinz Ostpreußen gehörte. Im Jahre 1910 lebten in Thiemsdorf 72 Einwohner.
Am 29. Januar 1912 wurde die Nachbargemeinde Greiben (heute nicht mehr existent) in die Landgemeinde Thiemsdorf eingemeindet, und die Einwohnerzahl stieg bis 1933 auf 264 und betrug 1939 noch 252.
Infolge des Zweiten Weltkrieges kam Thiemsdorf innerhalb des nördlichen Ostpreußens zur Sowjetunion. Im Jahr 1950 erhielt der Ort die russische Bezeichnung Asowskoje und wurde gleichzeitig dem Dorfsowjet Dobrinski selski Sowet im Rajon Gurjewsk zugeordnet. Von 2008 bis 2013 gehörte Asowskoje zur Landgemeinde Dobrinskoje selskoje posselenije und seither zum Stadtkreis Gurjewsk.

## Kirche
Mehrheitlich gehörte die Bevölkerung von Thiemsdorf vor 1945 zur evangelischen Kirche. Der Ort war in das Kirchspiel Kaimen (heute russisch: Saretschje) eingepfarrt und gehörte zum Kirchenkreis Labiau (Polessk) in der Kirchenprovinz Ostpreußen der Kirche der Altpreußischen Union. Heute liegt Asowskoje im Einzugsbereich der evangelisch-lutherischen Kirchengemeinde in Polessk (Labiau), einer Filialgemeinde der Auferstehungskirche in Kaliningrad (Königsberg) innerhalb der Propstei Kaliningrad der Evangelisch-lutherischen Kirche Europäisches Russland (ELKER).